# Encrucijada
Encrucijada är en ort i Kuba.   Den ligger i provinsen Provincia de Villa Clara, i den centrala delen av landet, 260 km öster om huvudstaden Havanna. Encrucijada ligger 52 meter över havet och antalet invånare är 26 155.
Terrängen runt Encrucijada är platt. Runt Encrucijada är det ganska glesbefolkat, med 48 invånare per kvadratkilometer. Närmaste större samhälle är Cifuentes, 19,3 km väster om Encrucijada. Trakten runt Encrucijada består till största delen av jordbruksmark.